# Francesca Woodman
Francesca Woodman (* 3. April 1958 in Denver, Colorado; † 19. Januar 1981 in New York City) war eine US-amerikanische Fotokünstlerin.

## Leben
Woodman wuchs in einer Künstlerfamilie in Boulder (Colorado) auf. Ihre Eltern waren Betty Woodman, jüdischer Abstammung, und George Woodman. Sie hatte einen älteren Bruder namens Charlie. Erste fotografische Arbeiten entstanden im Alter von dreizehn Jahren. Zwischen 1975 und 1979 besuchte sie die Rhode Island School of Design (RISD), von 1977 bis 1978 lebte sie mit einem RISD-Stipendium in Rom. Am RISD drehte sie zudem mehrere Videos. 1980 zog die Familie nach New York, da insbesondere ihr Vater sich eine bessere Anbindung an den Kunstbetrieb der Stadt erhoffte. 
Hier fühlte Francesca sich zur Modeindustrie hingezogen. Da ihre Fotos nach Aussage von Mitstudenten in jeder Hinsicht ihrer Zeit extrem voraus waren, wurden ihre Arbeiten von der Kunstszene aber nicht entsprechend wahrgenommen.
Im Januar 1981 veröffentlichte sie den Bildband Some Disordered Interior Geometries. Im selben Monat, am 19. Januar 1981, beendete Woodman ihr Leben durch Suizid. Sie sprang aus dem Fenster einer Loftwohnung, gelegen in der East Side (Manhattan) in New York.

## Werk und Rezeption
In ihren Fotografien beschäftigt sie sich zumeist mit sich selbst und ihrem Körper. Sie bringt sich in Bezug zu dem sie umgebenden Raum. Oft benutzte sie Langzeitbelichtungen oder Doppelbelichtungen, um ihr Thema umzusetzen. Woodman nutzte größtenteils die Schwarzweißfotografie.
Aus ihrem Nachlass sind nur Teile veröffentlicht. Ihr Werk wird unterschiedlich interpretiert. Die spanische Kunsthistorikerin Isabel Tejeda schrieb:
„Jede Menge Meinungstexte, für und gegen die feministische Lesart, die Lacan'schen Interpretationen, das Label ,American Gothic' für die von Woodman geschaffenen Stimmungen, ferner die Versuchung, ihr Werk als autobiographisch zu lesen, ihre Beziehung zum Surrealismus. Woodman als Narzisstin oder das Gegenteil davon, oder dass sie die Ansicht in Frage stellt, das fotografische Bild biete Sicherheit.“
Im Jahr 2012 beschäftigte sich eine Ausstellung im Solomon R. Guggenheim Museum in New York City mit dem Werk Woodmans. Neben den mehr als hundert Fotografien zeigte das Museum auch sechs ihrer Kurzfilme. 2014 zeigte die Sammlung Verbund in Wien 80 Fotografien der Künstlerin. Gleichzeitig erschien mit Francesca Woodman. Werke der Sammlung Verbund die erste deutschsprachige Monografie über Francesca Woodman. 2020 zeigte das C/O Berlin einen Querschnitt durch Woodmans Werk.

## Veröffentlichungen
- Some Disordered Interior Geometries. Synapse Press, Philadelphia, Penn. 1981.